# Beväpningskapsel

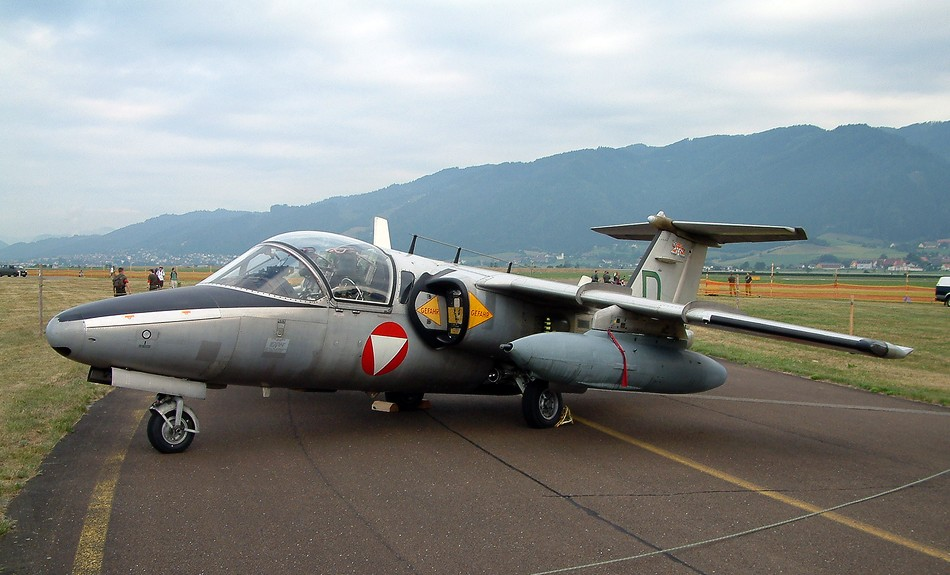
En Saab 105 beväpnad med två FFV 30 mm akankapslar.

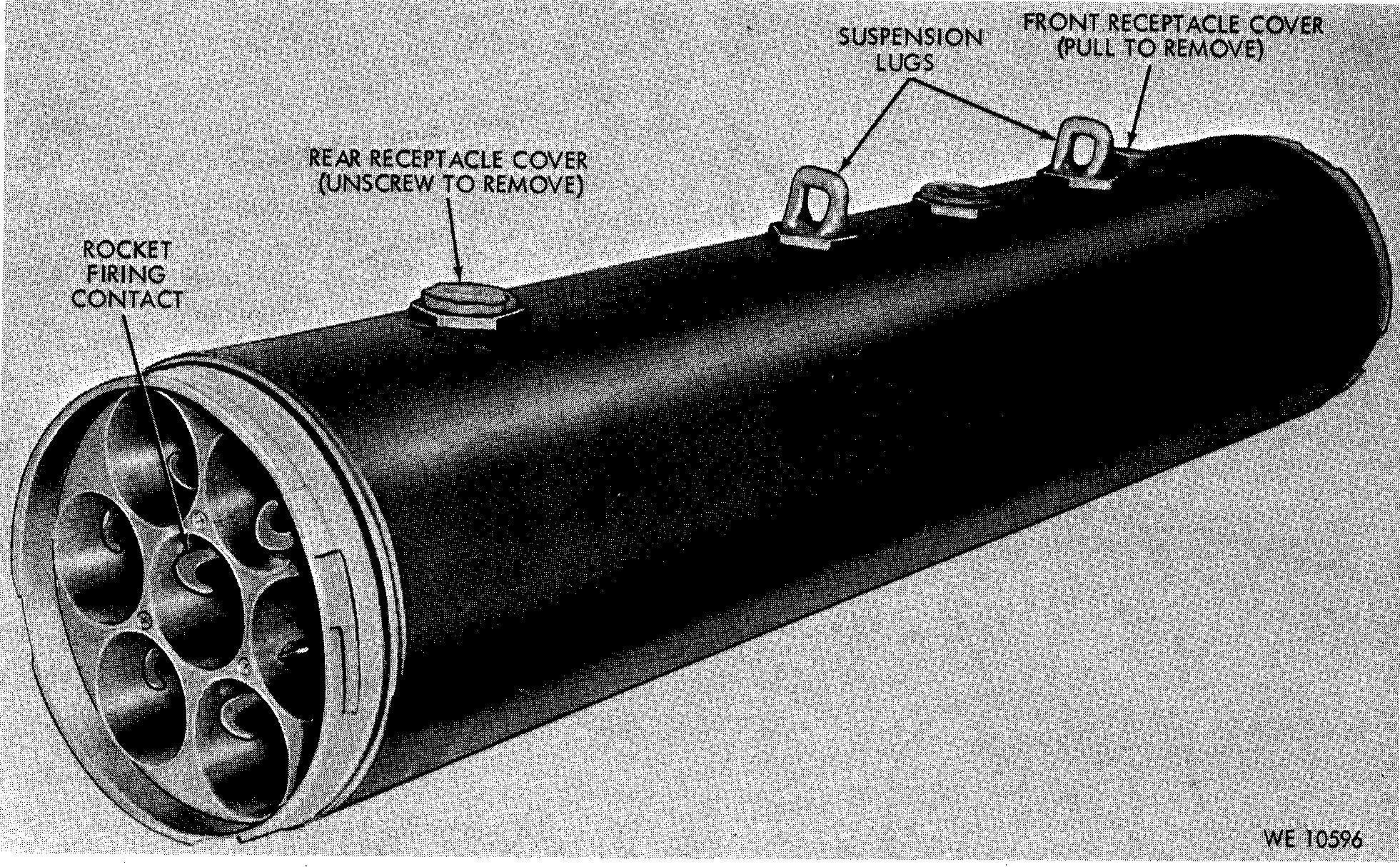
En LAU-68 raketkapsel.

Beväpningskapsel och beväpningsbalja (alternativt vapenkapsel och vapenbalja) är flygkapslar och flygbaljor som bär vapen samt dess ammunition. Syftet är att förse militära luftfarkoster med möjligheten att anpassa sin beväpning efter uppgift eller uppdrag. 
Historiskt har de använts till både jakt- och attackuppdrag, men sedan jaktrobotarnas intåg används de nästan uteslutande till attackuppdrag, flygunderstöd eller självförsvar.

## Typer
Det finns flera olika typer av beväpningskapslar. Några vanliga exempel är:
- automatkanonkapsel (akankaps)[3] – bestyckad med automatkanoner
- kulsprutekapsel (kspkaps) – bestyckad med kulsprutor
- raketkapsel (rakkaps) – bestyckad med raketvapen
  - attackraketkapsel (arakkaps) – bestyckad med attackraketer
  - jaktraketkapsel (jrakkaps) – bestyckad med jaktraketer.

Det finns även system som kan beskrivas som "robotkapslar", det vill säga beväpningskapslar eller liknande enheter som bär robotsystem.

## Historia

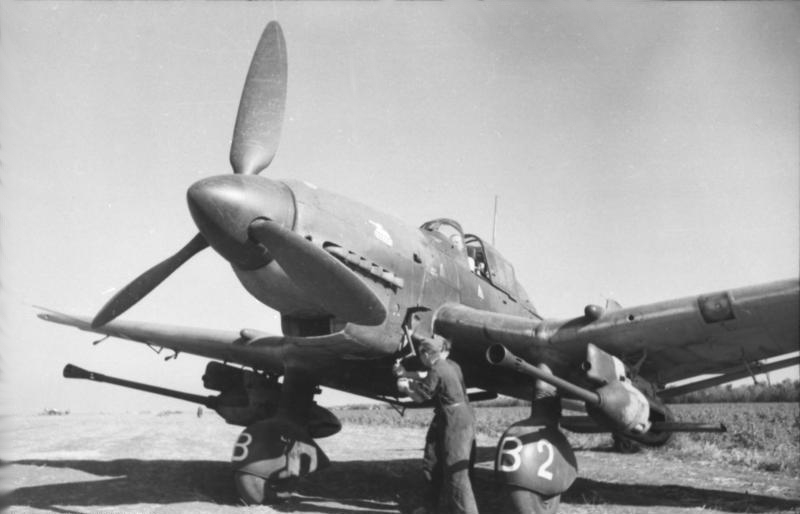
En Ju 87 G med två stycken Bordkanone BK 3,7 vapenkapslar.

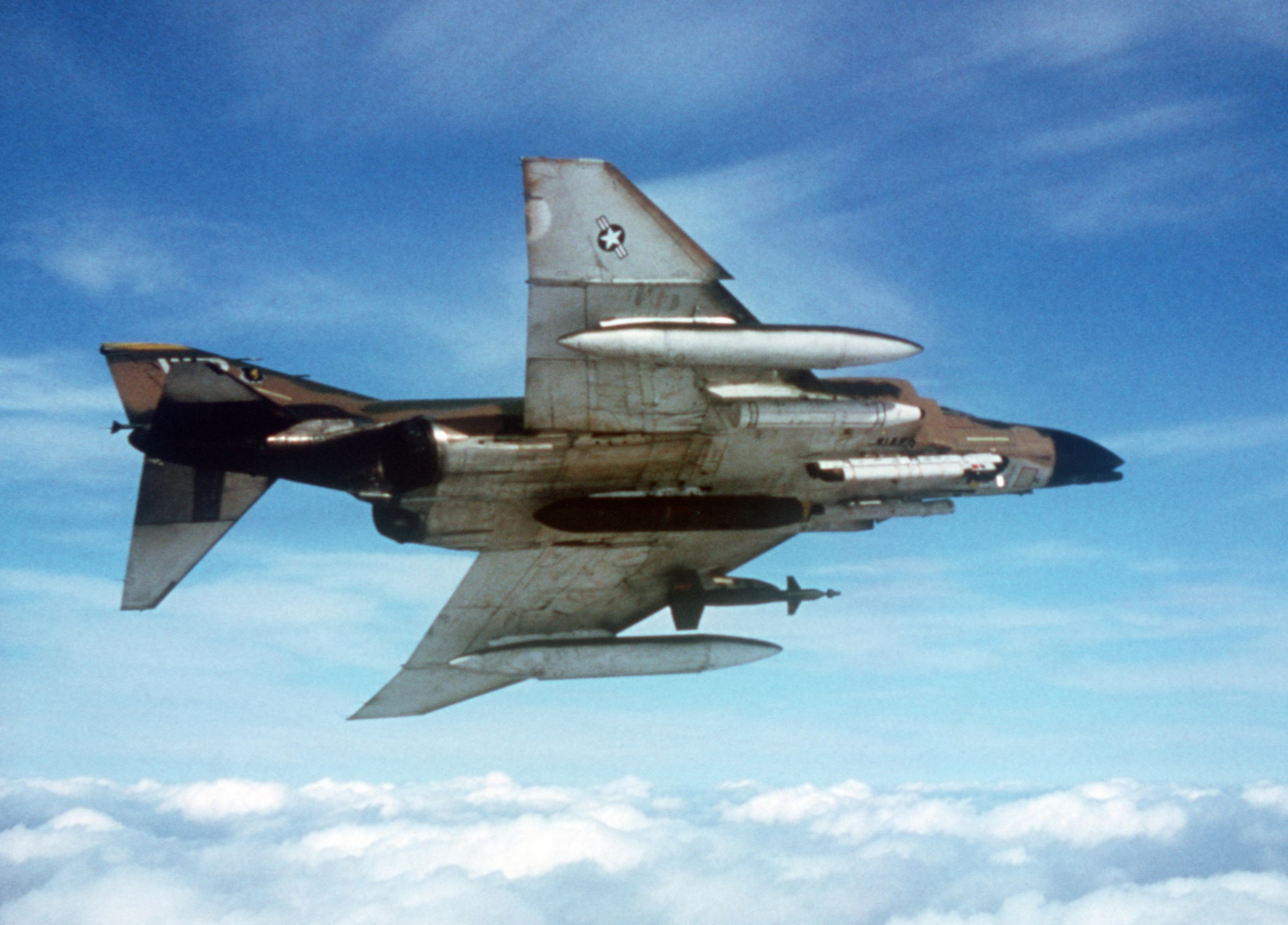
F-4 Phantom II beväpnad med en 20 mm SUU-16 akankapsel.

De första historiskt kända vapenkapslarna började komma under slutet av mellankrigstiden och fick ett stort uppsving under andra världskriget. De brukades främst av Nazityskland för att slå ut sovjetiska stridsvagnar och amerikanska bombflygplan.
Under början av andra världskriget kunde man ganska enkelt slå ut både stridsvagnar och bombflygplan med konventionell flygbeväpning men när kraftigare konstruktioner började träda fram behövde man börja använda kraftigare flygbeväpning. Då sådan flygbeväpning ofta var mycket stor fick de normalt inte plats i konventionella flygplan och därför började man montera de i vapenkapslar.
För pansarvärn utvecklade flera länder, varav främst Nazityskland, flera typer av pansarvärnskanoner monterade i vapenkapslar. Några bra exempel på dessa är de tyska automatkanonerna 30 mm MK 101, 30 mm MK 103, 37 mm BK 3,7 och 75 mm BK 7,5.
För luftvärn är historien likadan då Nazityskland kom att konstruera flera vapenkapslar för konventionella jaktflygplan som monterades antingen på buk eller under vingarna för att stärka deras beväpningen mot bombflygplan. Det historiskt mest klassiska exemplet är vapenkapslarna på Bf 109 som att brukas i modellerna F och framåt. Dessa bestod av mycket strömlinjeformade vapenkapslar som innehöll antingen en 15 eller 20 mm mg 151 eller en 30 mm MK 108 automatkanon.
Flera andra länder brukade vapenkapslar under denna period men då i mycket mindre utsträckning jämfört med Nazityskland.
Efter kriget när rakettekniken blev mer tillgänglig kom raketkapslarna att göra entré. Likt ksp- och akankapslarna under kriget och fanns de till en början för både jakt och attackuppdrag. Några klassiska exempel på raketkapslar är LAU-68 och LAU-3 som används för att skjuta FFAR och Hydra 70 raketer.
När jaktrobotar blev mer tillgängliga under 1960-talet började vapenkapslar för jaktuppdrag snabbt att ersättas av dessa. Detta då jaktrobotarna både var lättare och effektivare än vapenkapslar i rollen om luftvärn. Trots detta har man historiskt efter detta använt vapenkapslar primärt ämnade för attackuppdrag även mot flygande mål. Normalt har detta bestått av helikoptrar eller transportflygplan som har svårt att göra undanmanövrar men det händer även ibland att man skjuter på jaktflygplan under kurvstrider. 
Ett bra exempel på detta är Vietnamkriget då flygplanet McDonnell Douglas F-4 Phantom II, som i alla sina primära varianter saknade fast automatkanonbeväpning, använde sig av 20 mm SUU-16 eller SUU-23 akankapslar som var ämnade för attackuppdrag mot Nord vietnamesiska jaktflygplan. F-4 Phantom II:s effektivitet med denna kapseln under jaktuppdrag var begränsad  då automatkanonen i kapseln inte var speciellt träffsäker och dessutom framåtvinklad några grader.
Vapenkapslar används primärt för attackuppdrag i dagläget och är ett effektivt lastalternativ för olika attackflygplan och attackhelikoptrar.

## Sverige
Sverige var en relativt tidig användare av vapenkapslar. Redan under andra världskriget testade Sverige sin första vapenkapsel. Detta var en akankapsel innehållandes en 20 mm akan m/40 som monterades under flygplanet B 6. Detta projektet kom inte att gå någonstans men efter kriget när Sverige började projektera sina första riktiga attackplan kom man att konstruera en kspkapsel med 8 stycken ksp m/22 och en jrakkapsel med 19 stycken 53 mm sprängraketer till flygplanet A 21A och A 21R. Jrakkapseln kom aldrig ifrån prototypstadiet men kspkapseln kom att brukas på attackflygplanet A 21R under smeknamnet "Paddan".
Paddan kom att följas av Raketkapsel m/57, en jrakkapsel med 19 stycken 75 mm raketer för bruk på Lansen eller Draken, Raketkapsel m/70, en arakkapsel med 6 stycken 135 mm raketer för bruk på SK 60 och Viggen och 30 mm akankapsel, en akankapsel med en 30 mm akan m/55 för bruk på SK 60 och Viggen.
På den svenska exportmarknaden kom även ett visst antal vapenkapslar att komma fram. Bland annat byggde Malmö Flygindustri en lätt raketkapsel vid namn ABEL för deras lätta attackflygplan MFI-17 och Försvarets Fabriksverk gjorde en universal kulsprutekapsel vid namn FFV UNI-POD 0127.

## Exempel på olika typer av vapenkapslar

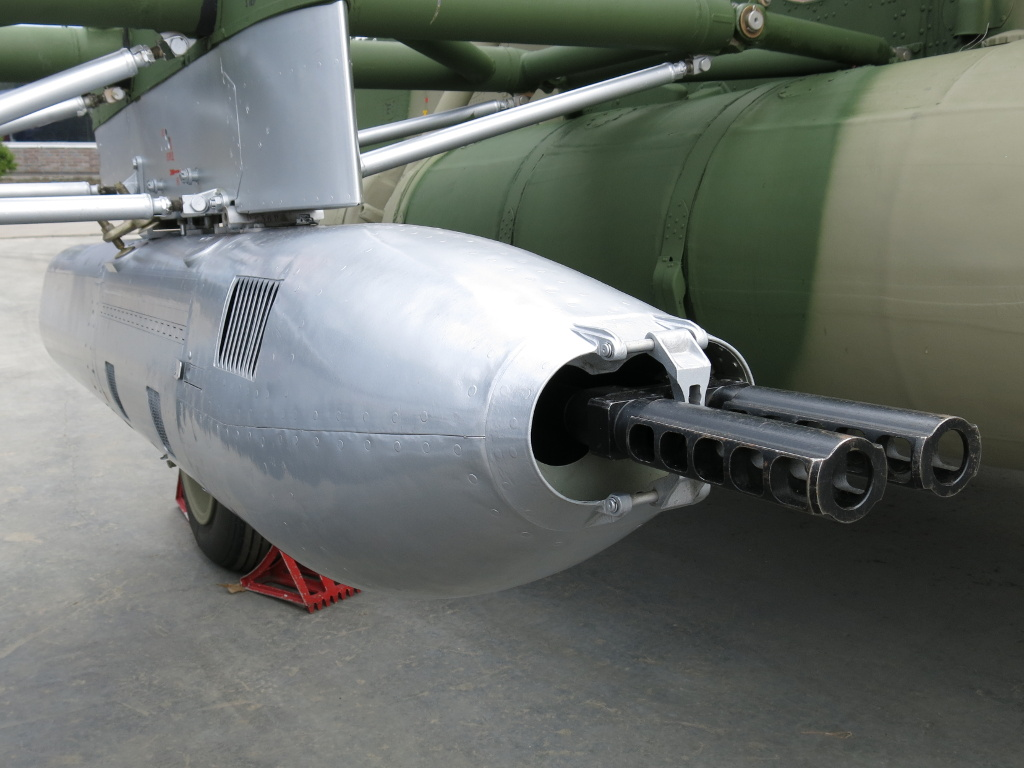
En sovjetisk 23 mm UPK-23-250 akankapsel. Denna är monterad på en vapenbalk.
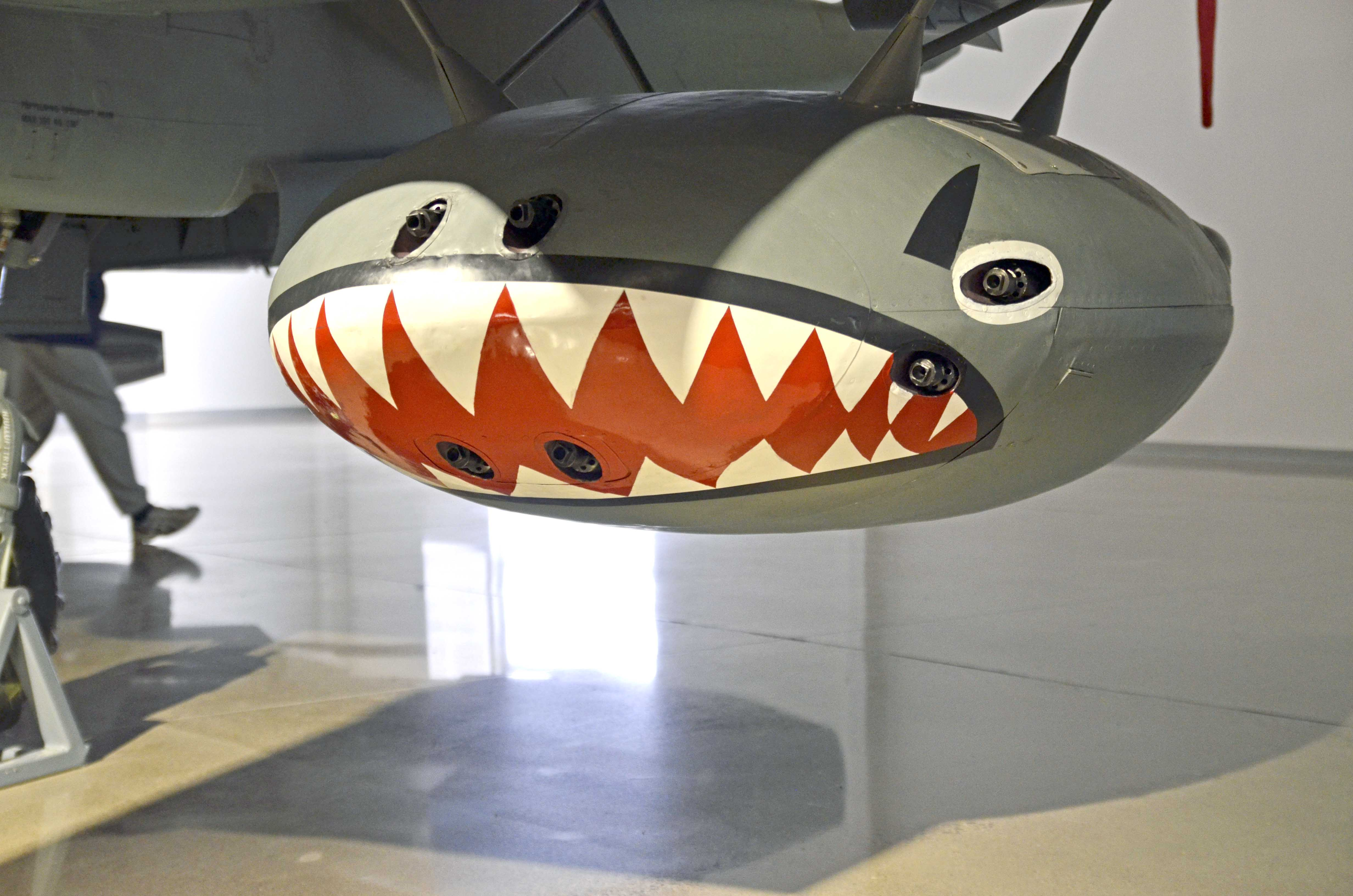
Svenska kulsprutekapseln "Paddan". En sällsynt kapsel som monteras i ställ.
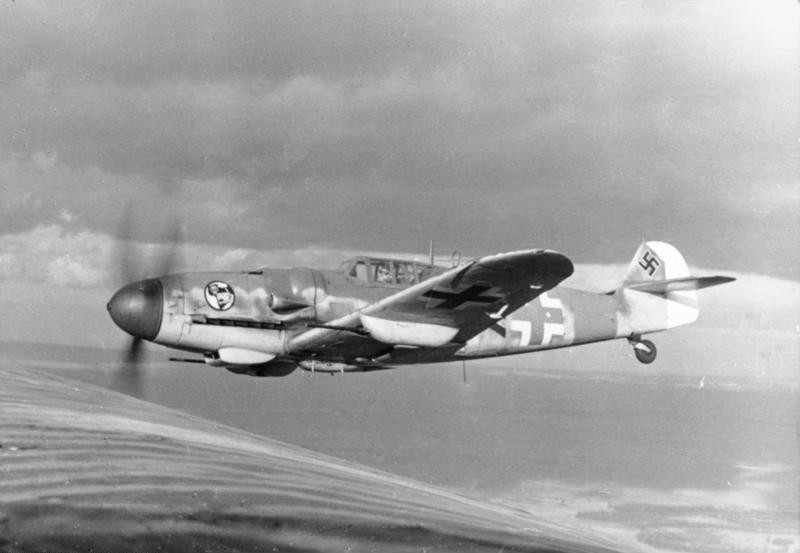
En tysk Bf 109 med akanbaljor under vingarna.
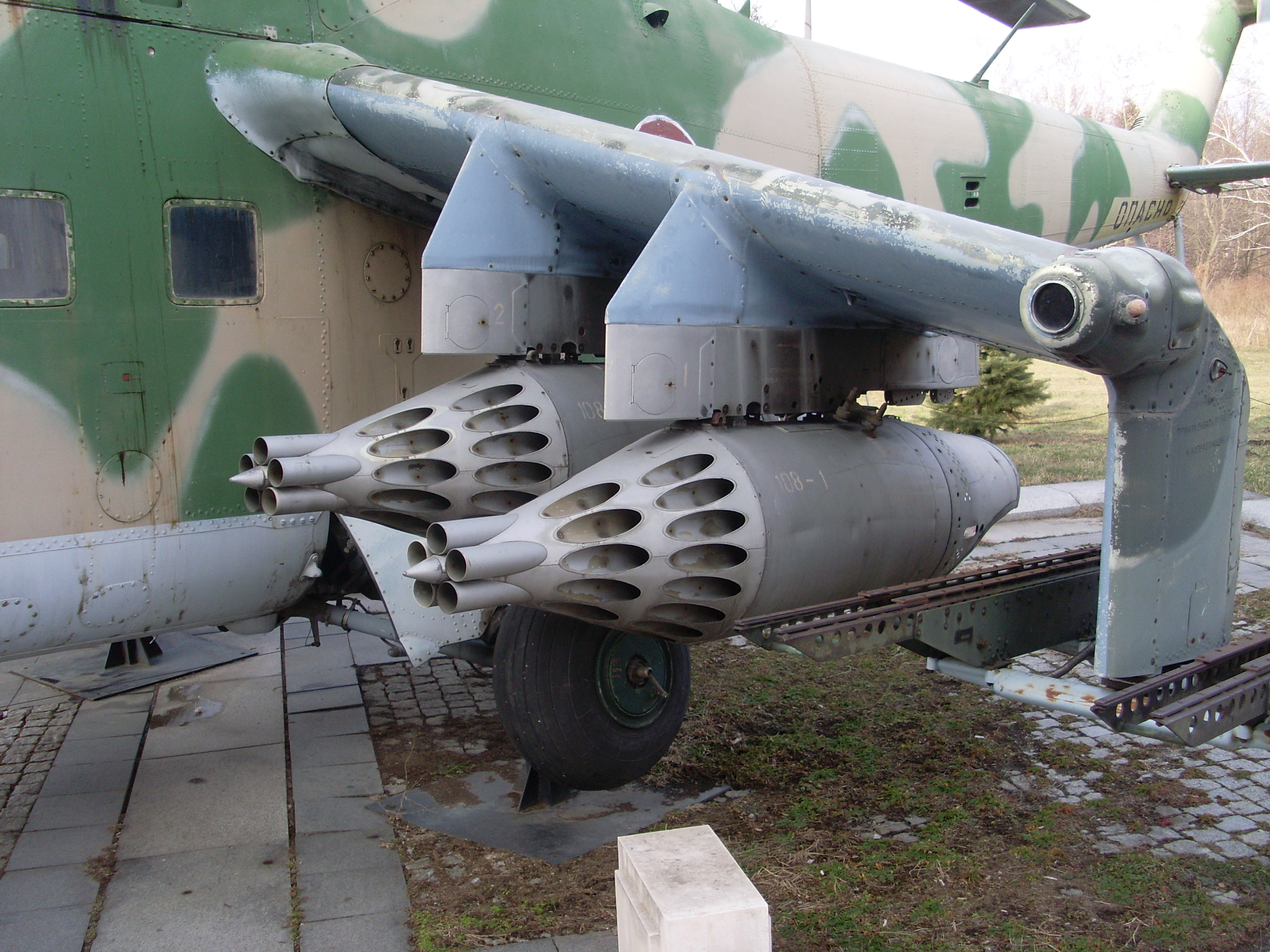
Två sovjetiska UB-32 raketkapslar. I detta exemplet sitter de på en attackhelikopter.